# Herne (Alemanha)
Herne é uma cidade da Alemanha localizada na região administrativa de  Arnsberg, estado de Nordrhein-Westfalen.
Herne é uma cidade independente (Kreisfreie Städte) ou distrito urbano (Stadtkreis), ou seja, possui estatuto de distrito (kreis).